# Елин Пелин (град)
Вижте пояснителната страница за други значения на Елин Пелин.
Вижте пояснителната страница за други значения на Новоселци.
Елѝн Пелѝн е град в Западна България, административен център на община Елин Пелин в Софийска област. Населението му е около 7309 души (15 март 2024).

## Име
Традиционното име на селището е Новоселци, изписвано в някои османски регистри като Нувосел. От 1950 година то носи името на писателя Елин Пелин, израснал в близкото село Байлово. Често в ежедневието жителите на града и околните села го наричат просто Пелѝно, а себе си – пелѝнчане.

## География
Елин Пелин е разположен на 558 метра надморска височина в югоизточната част на Софийската котловина, между реките Лесновска и Елешница и на 25 километра източно от центъра на София. Граничи с близките села Мусачево, Григорево, Лесново, Петково и Столник. В землището на града се намира и село Гара Елин Пелин, което няма собствено землище.

## История
Първите сведения за селището са от османски документи от XV век, в които е използвано името Нувосел. В средата на XIX век селото се нарича Новоселци и е едно от големите села в източната част на Софийското поле. През 1846 година е завършена нова православна църква – „Свети Никола“.
През 1881 година, след Освобождението, Новоселци става център на околия в Софийски окръг. През 1888 година е пусната в експлоатация железопътната линия София-Саранбей. Тя преминава на 4 km южно от селото, където около новата гара се образува обособено селище – днешното село Гара Елин Пелин. Там е изградена керамичната фабрика „Изида“ и няколко по-малки промишлени предприятия. В края на XIX век са създадени класно училище и читалище.
През 1950 година село Новоселци е преименувано на Елин Пелин на името на починалия писател Елин Пелин (1877 – 1949), израснал в близкото село Байлово. През 1955 година гара Елин Пелин е отделена като самостоятелно село, а през 1960 година Елин Пелин е обявен за град.
Вечерта на 9 януари 2007 г. кметът на града Янко Янков е застрелян в дома си в Мусачево, като убийството остава неразкрито, а версиите са от личен конфликт до засегнати бизнес интереси. Известен факт е противопоставянето на кмета на сделката по съхраняване на балите със софийския боклук в мина „Чукурово“, собственост на Христо Ковачки, която е на стойност около 16 млн. лева.

## Население
Численост на населението според преброяванията през годините:
| \| Година на преброяване \| Численост \| \| --------------------- \| --------- \| \| 1934 \| 3439 \| \| 1946 \| 3625 \| \| 1956 \| 4002 \| \| 1965 \| 8027 \| \| 1975 \| 5498 \| \| 1985 \| 6942 \| \| 1992 \| 6646 \| \| 2001 \| 6690 \| \| 2011 \| 6810 \| \| 2021 \| 7342 \| |           |
| Година на преброяване | Численост |
| 1934 | 3439      |
| 1946 | 3625      |
| 1956 | 4002      |
| 1965 | 8027      |
| 1975 | 5498      |
| 1985 | 6942      |
| 1992 | 6646      |
| 2001 | 6690      |
| 2011 | 6810      |
| 2021 | 7342      |

Етническият състав включва 6190 българи и 123 роми.

## Икономика
Край града се намира „Баумит“ ЕООД – фабрика за производството на строителни материали.

## Инфраструктура
Важна пътна комуникация за общината е републикански път 105 гр. Елин Пелин – село Столник, осъществяващ връзка между двете магистрали.
В града има читалище, СУ, две начални училища, две детски градини, стадион и закрита спортна зала.

## Култура
Църквата „Свети Николай Чудотворец“ е построена през 1846 година. През 2006 година, 160-годишната църква е разширена и реставрирана.
В град Елин Пелин се провеждат ежегодни празници посветени на шопския бит и култура, наречени „Шопски празници“. Програмата на мероприятията е разпределена в общо 5-те дни отделени за празници. По традиция „Шопските празници“ се провеждат в седмицата преди църковния празник „Свети Дух“, 40 дни след Великден.

## Известни личности
Родени в Елин Пелин
- Евгени Александров (р. 1988) – футболист
- Бисер Иванов (р. 1973) - футболист
- Ангел Грънчов (р. 1992) – футболист
- Гроздан Илиев (р. 1948) – юрист
- Петър Миладинов (р. 1955) – футболист
- Тодорка Минева (р. 1962) – преводачка
- Валентин Радев (р. 1958) – политик
- Трайчо Спасов (футболист) (р. 1938) – футболист
- Тодор Стоянов (1884 – 1913) – деец на ВМОРО
- Александър Тонев (р. 1990) – футболист
- Стоян Янкулов (р. 1966) – барабанист
- проф. д-р Христина Николова (р.1974) - преподавател в УНСС, ръководител на катедра "Икономика на транспорта и енергетиката".

## Галерия
- Изглед от площад „Независимост“
- Сградата на общинската администрация
- Бюст-паметник на писателя Елин Пелин на централния площад на града